# Paractaea secundarathbunae
Paractaea secundarathbunae is een krabbensoort uit de familie van de Xanthidae. De wetenschappelijke naam van de soort is voor het eerst geldig gepubliceerd in 1969 door Guinot.